# Microlophus yanezi
Espèce
Synonymes
- Tropidurus yanezi (Ortiz-Zapata, 1980)

Statut de conservation UICN

 LC  : Préoccupation mineure
Microlophus yanezi est une espèce de sauriens de la famille des Tropiduridae.

## Répartition
Cette espèce est endémique du Chili.

## Étymologie
Cette espèce est nommée en l'honneur de José Lautaro Yáñez-Valenzuela (1951-).

## Publication originale
- Ortiz-Zapata, 1980 : Revision taxonomica del género Tropidurus en Chile. Actas de la I Reunión Iberoamericana de Zoología, vol. 1, p. 355-377.